# Krew bohaterów
Krew bohaterów (The Blood of the Heroes), również Pokłon dla zawodnika (Salut of the Jugger) – amerykańsko-australijski film SF z 1989 roku.

## Fabuła
Świat po wojnie atomowej. Ludzie już zapomnieli, czym były wojny. Obecnie rozrywką w tym świecie jest sport, w którym trzeba psią czaszkę wbić na palu drużyny przeciwnej. Jest to bardzo brutalna gra, w której można stracić kości, a nawet oczy. Jedna z takich drużyn pod wodzą Sallowa dotychczas grała z amatorami. Teraz chcą rzucić wyzwanie graczom z Ligi Dziewięciu Miast, z której niegdyś Sallow został usunięty.

## Obsada
- Rutger Hauer – Sallow
- Delroy Lindo – Mbulu
- Anna Katarina – Big Cimber
- Vincent D’Onofrio – Young Gar
- Gandhi MacIntyre – Gandhi
- Justin Monjo – Dog Boy
- Aaron Martin – Samchin Boy
- Joan Chen – Kidda
- Hugh Keays-Byrne – lord Vile